# Lecionário 10
O Lecionário 10 (designado pela sigla ℓ 10 na classificação de Gregory-Aland) é um antigo manuscrito do Novo Testamento, paleograficamente datado do Século XIII d.C.
Este codex contém lições   dos evangelhos de Mateus e Lucas. As Licções do João foram perdidas. Foi escrito em grego, e actualmente se encontra na Biblioteca Nacional da França.